# Écran tactile multipoint

Un écran tactile multipoint.

Un dispositif tactile multipoint (ou multi-touch en anglais) est à la fois une technique d’interaction humain-ordinateur et le matériel qui la met en application (écran tactile). Ce dispositif sert à interagir avec le matériel informatique par le biais de plusieurs points de contact (souvent avec plusieurs doigts). 

## Caractéristiques
Le dispositif se compose d’un pavé tactile (dale LED ou AMOLED) ou d’une surface tactile transparente appliquée sur un écran tactile, qui reconnaissent des points de contact simultanés et multiples, ainsi que d’un logiciel qui interprète ces contacts simultanés.
Ceci inclut en général la position (et éventuellement le degré de pression) de chaque point de contact de façon indépendante, ce qui permet d’effectuer des gestes et d’interagir avec plusieurs doigts ou avec les mains, et de créer une interaction riche par des gestes intuitifs.

## Implémentation et technologies
Les systèmes multi-touch ont été implémentés en fonction de différents paramètres, comme la taille et le type d'interface. Les formes les plus répandues sont les téléphones, les tablettes, les tables et murs tactiles. 
Une des technologies projette une image à travers une surface acrylique ou en verre, puis rétroéclaire l'image avec des LEDs.
Les surfaces tactiles peuvent également être sensibles à la pression par l'ajout d'un revêtement. Ce revêtement réfléchi différemment en fonction de la pression exercée lors de l’appui, ce qui modifie la réflexion.
Les technologies portables utilisent souvent un panneau qui porte une charge électrique (technologie capacitive). Lorsqu'un doigt touche l'écran, le contact perturbe le champ électrique du panneau. La perturbation est enregistrée comme un événement (en informatique) et peut être envoyé au logiciel, qui initie alors une réponse à l'événement de mouvement.
La taille de l'interface a une influence sur son implémentation. Par exemple, la précision des capteurs tactiles dépend directement de la taille de l’écran; ainsi une table tactile ne nécessite pas des capteurs aussi précis que celui d’un écran de smartphone.
Au cours des dernières années, plusieurs entreprises ont publié des produits qui utilisent le Multi-Touch. Dans une tentative de rendre cette technologie onéreuse plus accessible, des amateurs ont publié des tutoriels de construction autonome.

### Technologies
Il existe différents types de technologies. Les technologies électriques utilisés dans les tablettes et smartphones ; les technologies optiques nécessitant beaucoup de place et sont par conséquent utilisés dans les grands systèmes (tables, salles entières, etc.) et enfin les technologies à ondes basés sur les ondes acoustiques et radiofréquences.

#### Électrique
Résistif :
- Les technologies résistives analogues
- Les technologies résistives digitales ou de cellules

Capacitif :
- Les technologies capacitives de surface
- Les technologies capacitives projetées
- Les technologies capacitives de cellules

#### Optique
Les technologies optiques se basent sur la réfraction de la lumière quand le doigt ou un objet touchent la surface. Des capteurs ou caméras enregistrent la réfraction et l'envoient au logiciel multi-touch.
- Infrarouge ou caméras thermiques
- FTIR - Frustrated Total Internal Reflection[3]
- Illumination Diffuse[4]
- En Plan
- Hors Plan
- Lumière structurée

#### Ondes
- Onde Acoustique de surface
- Onde Tactile de Flexion
  - Signal de contact dispersif
  - Reconnaissance d’impulsion acoustique
- Technologie de détection de force tactile

## Utilisation
En fonction de leur taille, certains systèmes multi-touch prennent en charge plusieurs utilisateurs simultanément sur le même dispositif.
Un aspect novateur de cette technique est qu’elle facilite :
- le zoom sur une interface utilisateur, avec le contact de deux doigts qui s’écartent, par exemple ;
- la rotation en faisant tourner l'un des doigts autour de l'autre ;

permettant de ce fait des opérations plus directes qu’un dispositif à point unique comme une souris ou une tablette manipulée avec un stylet. Il revient à l'OS (Operating System) et aux applications de déterminer l'usage et les limites du système (par exemple manipuler le bureau, un objet donné du bureau ou n'importe quel objet du bureau).

### Taille de l'écran
La taille de l'interface a une influence sur son utilisation. Si deux capteurs sont stimulés en même temps, il y a une différence s’ils le sont par deux doigts d’une même main ou un doigt de deux utilisateurs différents en même temps. Sur un petit écran, on suppose que les deux points de contacts viennent de deux doigts d’une même main. Avec des écrans plus grands, il faut intégrer la possibilité de faire cette distinction entre une utilisation par une personne ou plusieurs à la fois. MERL a intégré cette possibilité dans son système Diamond Touch.
La taille des surfaces tactiles peut être problématique pour certaines utilisations. Par exemple, les enfants possédant de plus petites mains ont plus de mal à utiliser de grandes interfaces. Il est également plus facile de se concentrer sur des petits écrans.
Les équipes de designers et développeurs travaillent de concert pour optimiser leurs interfaces aux petits écrans. Cependant elles développent beaucoup moins de solutions pour les grands écrans. Cela s’explique notamment par le marché des écrans tactiles qui tend plus à produire des écrans pour téléphones portables et écrans de montre connectée, ainsi que par la complexité de développement des interfaces tactiles grand format. Certaines entreprises se focalisent sur les développements grand-format et réalisent ces interfaces à merveille.

### Utilisabilité de tablettes tactiles
Les tablettes tactiles sont de plus en plus faciles d’utilisation. Cependant, selon Jakob Nielsen, il existe plusieurs problèmes avec l’utilisation des tablettes tactiles par interaction gestuelle :
- L’activation accidentelle : Les utilisateurs touchent souvent par mégarde des choses dont ils ne voulaient pas et ils ont besoin d’un moyen pour revenir en arrière.
- Le problème d’ambigüité gestuelle : Quand l’écran est divisé en plusieurs sous régions, le même geste peut avoir des effets différents, dépendant de l’endroit où il est activé. Ce problème est accentué par le fait que la surface de l’écran soit plane et ne permet pas la démarcation des régions.
- Invisibilité : Les utilisateurs ne peuvent pas voir le geste qu’ils viennent juste de faire, et ils ne peuvent parfois pas voir ce qu’ils sont supposés toucher. Encore une fois, le fait que la surface soit plane aggrave ce problème.
- Faible apprentissage : Tous les précédents problèmes compliquent l’apprentissage des gestes à effectuer. Les gestes avancés (plus compliqués) pourraient ne pas exister, étant donné que la plupart des utilisateurs n’exécutent seulement que les gestes basiques.

### Accessibilité
Les écrans tactiles, malgré leur nom, ne disposent d’aucun repère tactile (c'est-à-dire cutané). En conséquence, s’ils ne sont pas accompagnés d’un lecteur d'écran (comme sur les smartphones), ils posent un problème majeur d’accessibilité pour les personnes aveugles.

## Historique
L'idée du multi-touch voit le jour grâce à l’utilisation des claviers d’ordinateur. En effet, ce dispositif est indispensable pour effectuer des raccourcis clavier avec combinaison de plusieurs touches.
Le principe de l'écran tactile est présenté par le Britannique E.A. Johnson en 1965 et plus en détail en 1967. Il utilise une technologie capacitive aujourd’hui utilisée dans la plupart des dispositifs. En 1968, une application est développée pour les écrans de contrôle aérien.
La technologie multi-touch débute en grande partie en 1982, quand le département d’ingénierie électrique de l'université de Toronto développe le premier système multi-touch utilisable par un humain. Dix ans plus tard, IBM et Bell South produisent le premier smartphone uni-touch tactile, le Simon.
L'année 2007 voit la mise sur le marché du premier iPhone par Apple qui utilise une technologie multi-touch. Les capacités du multi-touch se sont améliorées avec les années et la progression technologique.

## Culture populaire
Bien avant que ce soit un produit consommable viable, la culture populaire décrivait les usages potentiels futurs des technologies multi-touch, notamment dans de multiples installations de la franchise Star Trek. 
La série télévisée Les Experts : Miami introduit des affichages multi-touch dans ses six saisons. Une autre série télévisée, NCIS : Los Angeles, met en scène l'utilisation des surfaces multi-touch comme initiatrice du passage au numérique. On peut retrouver une autre forme d'ordinateur multi-touch dans le film The Island dans lequel le professeur, joué par Sean Bean, avait un bureau multi-touch pour organiser ses fichiers, basé sur une version ultérieure des Surfaces Microsoft (ne pas confondre avec les tablettes tactiles qui partagent maintenant le même nom). Les technologies multi-touch se retrouvent également dans le film James Bond Quantum of Solace, dans lequel MI6 utilise une interface tactile pour rechercher des informations sur le criminel Dominic Greene. Dans un épisode de la série Les Simpson, Lisa Simpson voyage jusqu'au siège sous-marin d'Apple pour rencontrer Steve Mobbs, qui est représenté en train de réaliser de nombreux mouvements de la main sur un grand mur tactile.